# Goldeck
Il Goldeck (2.142 m s.l.m.) è una montagna delle Alpi della Gail appartenente alla catena Latschur-Goldeck. Si trova in Carinzia tra il Distretto di Villach-Land ed il Distretto di Spittal an der Drau.

## Caratteristiche
Goldeck è il monte più vicino a Spittal an der Drau. Su di esso si trova una funivia che parte da Spittal e porta a circa 2000 metri. Da Zlan parte una strada panoramica (d'estate a pagamento) che porta agli impianti di discesa situati sul Goldeck. In cima al monte si trova anche un'antenna televisiva.
Dalla cima si può godere di un bellissimo panorama verso il Milstatter see.